# Герб Великосілля
Герб Великосілля  — один з офіційних символів села Великосілля, Старосамбірського району Львівської області.

## Історія
Символ затвердила ІV сесія Великосільської сільської ради 3-го (ХХІІІ) скликання рішенням від 27 грудня 1998 року.
Автор — Андрій Гречило.

## Опис (блазон)
У синьому полі срібна гуска, обабіч у лівий перев’яз – по золотій сосновій шишці.
Щит вписаний у еклектичний картуш, увінчаний золотою сільською короною.

## Зміст
На печатках Нанчулки (теперішнього Великосілля) у ХІХ ст. було зображення гуски. Соснові шишки символізують місцеву рослинність і два села, підпорядковані сільраді.
Золота корона з колосків вказує на статус сільського населеного пункту.